# Ostatnie kuszenie
Ostatnie kuszenie (ang. The Last Temptation) – komiks wydany pierwotnie w 1994 roku. Autorem scenariusza jest Neil Gaiman, który stworzył tę historię wraz z Alice Cooperem, ilustracje wykonał Michael Zulli. W Polsce ukazał się w 2006 roku nakładem wydawnictwa Egmont Polska.
Komiks składa się z trzech aktów:
- Akt pierwszy: W złym miejscu, sam
- Akt drugi: Nieświęta wojna
- Akt trzeci: Oczyszczony ogniem

Ostatnie kuszenie to opowieść grozy stworzona na bazie typowej legendy miejskiej. Steven pod presją kolegów wchodzi do teatru, do którego zaprasza jedną osobę tajemniczy mężczyzna. Chłopiec samotnie zasiada na widowni. Przedstawienie przenosi go do miasta pełnego martwych ludzi, następnie kuszony jest przez uwodzicielską Mercy, będącą tak naprawdę gnijącym ciałem. Nastolatek zostaje wyproszony z przedstawienia z obietnicą, że kiedy indziej zobaczy wielki finał. Upiorny właściciel teatru nawiedza Stevena we śnie, oznajmiając, że chłopiec wpadł w jego pułapkę. Następnego dnia, w bibliotece miejskiej Steven odkrywa, że teatr uległ wiele lat temu spaleniu. Kiedy pojawia się ponownie wewnątrz tajemniczego budynku, jest kuszony przez wizję sławy i wiecznej młodości, która sprawi, że nigdy nie znajdzie się w świecie dorosłych. Steve nie wierzy właścicielowi teatru i podpala budynek, ostatecznie niszcząc jego widmo.